# Pléneuf-Val-André
Pléneuf-Val-André é uma comuna francesa na região administrativa da Bretanha, no departamento Côtes-d'Armor. Estende-se por uma área de 17,06 km². Em 2010 a comuna tinha 4 207 habitantes (densidade: 246,6 hab./km²).